# نمازگاه (قفقاز)
نمازگاه (به ترکی آذربایجانی: Namazgah) یک منطقهٔ مسکونی در جمهوری آذربایجان است که در شهرستان اسماعیل‌لی واقع شده‌است.